# Кингстън Трио
Вижте пояснителната страница за други значения на Кингстън.
„Кингстън Трио“ е фолк и поп музикална група от град Пало Алто, Калифорния, САЩ, която е важна за фолк ривайвъла от края на 1950-те до края на 1960-те години.
Първоначално свирят в нощни заведения в Района на Санфранциския залив, в състав Дейв Гард, Боб Шейн и Ник Рейнълдс. Добиват световна известност, подплатена с безпрецедентни продажби на дългосвирещи плочи (LP-та), и променят курса на популярната музика в Щатите.
Кингстън Трио са една от най-влиятелните групи от бума на попфолк музика, започвайки с дебютния си албум от 1958 г. и шлагера Tom Dooley, от който сингъл са продадени над 3 милиона бройки. Триото извежда 19 албума в Топ 100 на Билборд, 14 от които попадат в Топ 10, както и 5 като №1. Четири от ел-пи-тата стоят в Топ 10 на най-продаваните албуми в продължение на 5 седмици, през ноември и декември 1959 – постижение, ненадминато повече от 50 години. Групата все още присъства в класациите на Билборд за вечни времена, например за най-много седмици с албум на №1, най-много общо седмици в класациите за албум, най-много албуми като №1, най-много последователни №1 албуми, както и най-много албуми в Топ 10.
Музикалният историк Ричи Ънтърбъргър характеризира влиянието им като „феноменална популярност“. Солидните продажби на плочи в началните им години подготвят акустичната фолк музика за търговски позитиви, като предначертават пътя към успеха на бардовете, фолк рок и американа музикантите.